# Оямаліт
Оямаліт (рос. оямалит; англ. oyamalite; нім. Oyamalith m) — мінерал, різновид циркону з родовища Ояма.
Хімічна формула: (Zr, TR)[(Si, P)O4]. Містить Р2О5 і рідкісні землі. TR ~ 18 %.
За назвою родовища Ояма, Японія, і грецьк. «літос» — камінь. (K. Kimura, 1925).